# 존 스미스 (목회자)
존 스미스(John Smyth, 1570년경 ~ 1612년 8월 28일경)는 영국의 신학자이자 침례교를 설립한 성직자이다. 케임브리지 대학교를 졸업하고 성공회의 사제가 되었으나 1606년 성공회에서 이탈하였다. 1608년말 영국의 박해를 피하여 네덜란드의 암스테르담으로 망명하여 침례교를 설립하였다.

## 같이 보기
- 침례교
- 영국국교회
- 아르미니우스주의
- 종교 개혁